# Agathotoma
Agathotoma es un género de molusco gasterópodo de la familia Marginellidae en el orden de los Neogastropoda.

## Especies
- Agathotoma aculea (Dall, 1919)
- Agathotoma alcippe (Dall, 1918)
- † Agathotoma angusta (Bellardi, 1847)
- Agathotoma apocrypha (García, 2008)
- Agathotoma asthenika Rolán, Fernández-Garcés & Redfern, 2012
- Agathotoma camarina (Dall, 1919)
- Agathotoma candidissima (C.B. Adams, 1845)
- Agathotoma castellata (E.A. Smith, 1888)
- Agathotoma coxi (Fargo, 1953)
- Agathotoma ecthymata García, 2008
- Agathotoma eduardoi Rolán, Fernández-Garcés & Redfern, 2012
- Agathotoma finalis Rolan & Fernandes, 1992
- Agathotoma finitima (Pilsbry & Lowe, 1932)
- Agathotoma hilaira (Dall, 1919)
- Agathotoma kirshi Rolán, Fernández-Garcés & Redfern, 2012
- Agathotoma klasmidia Shasky, 1971
- Agathotoma merlini (Dautzenberg, 1910)
- Agathotoma neglecta (Adams C. B., 1852)
- Agathotoma ordinaria (Smith, E.A., 1882)
- Agathotoma phryne (Dall, 1919)
- Agathotoma prominens Rolán, Fernández-Garcés & Redfern, 2012
- † Agathotoma pseudolabratula Lozouet, 2015[2]
- Agathotoma quadriseriata (Dall, 1919)
- Agathotoma secalis Shasky, 1971
- Agathotoma stellata (Mörch, 1860)
- Agathotoma subtilis (Watson, 1881)
- Agathotoma temporaria Rolan & Otero-Schmitt, 1999

Especies que han sino renombradas
- Agathotoma badia (Reeve, 1846): sinónimo de Agathotoma candidissima (C. B. Adams, 1845)
- Agathotoma densestriata (C.B. Adams, 1850), sinónimo de Agathotoma candidissima (C. B. Adams, 1845)
- Agathotoma densilineata Dall W.H., 1921, sinónimo de Mangelia densilineata (Dall W.H., 1921)
- Agathotoma euryclea Dall, W.H., 1919, sinónimo de Agathotoma alcippe (Dall, 1918)
- Agathotoma metria (Dall, 1903), sinónimo de Vitricythara metria (Dall, 1903)
- Agathotoma pomara W.H. Dall, 1919, sinónimo de Mangelia pomara (W.H. Dall, 1919)
- Agathotoma pyrrhula Dall, W.H., 1919, sinónimo de Agathotoma alcippe (Dall, 1918)